# Список претендентов на премию «Оскар» за лучший фильм на иностранном языке от КНР

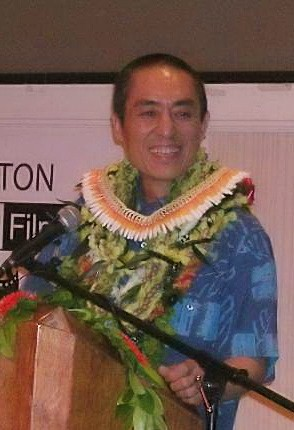
Чжан Имоу — автор семи из 29 фильмов, заявленных на «Оскар» за лучший фильм на иностранном языке от КНР, и обоих из них, попавших в шорт-лист номинации

Категория премии Американской академии кинематографических искусств и наук («Оскара») «за лучший фильм на иностранном языке» предназначена для награждения полнометражных фильмов, произведенных вне юрисдикции США и с преимущественно неанглийским языком или языками диалога. В качестве конкурсной «премии за заслуги» впервые появилась на 29 церемонии премии «Оскар», состоявшейся в 1957 году. Ранее, в 1948—1956 годах, иноязычные фильмы 8 раз награждались «почётным/специальным „Оскаром“». Награда вручается режиссёру, а официальным победителем является страна, фильм которой одержал победу.
Китайская Народная Республика стала претендовать на «Оскар» за лучший фильм на иностранном языке гораздо позже своих соседей по региону Гонконга и Тайваня (вступившим в гонку в конце 1950-х), впервые подав заявку в 1979 году фильмом Effendi режиссёра Лан Сяо. После возвращения Китаю Гонконга в 1997 году в статусе специального административного района «континентальный» Китай продолжил заявлять фильмы на эту категорию независимо от Гонконга, так как правила Американской академии кинематографических искусств и наук (AMPAS) продолжают рассматривать Тайвань, континентальный Китай и Гонконг как индивидуальные кинематографические регионы, несмотря на растущее количество совместных постановок. Выбор фильма для подачи заявки от КНР находится в ведении кинематографического отдела Госуправления КНР по средствам массовой информации, радиовещанию, кинематографии и телевидению.
За время с первого участия, континентальный Китай претендовал на премию за лучший фильм на иностранном языке 23 фильмами, все из которых используют в качестве основного языка диалогов официально принятый в КНР севернокитайский язык (путунхуа), с присутствием в отдельных случаях в качестве дополнительных английского, монгольского, немецкого, русского и японского языков.
Абсолютным чемпионом по количеству его фильмов, заявленных КНР на эту номинацию «Оскара», является режиссёр Чжан Имоу, руководивший съёмками семи из отобранных фильмов; он же является единственным режиссёром, чьи фильмы «Цзюй Доу» (1990) и «Герой» (2002) достигли шорт-листа номинации. Неоднократно в списке представлены также фильмы Чэнь Кайгэ и Фэн Сяогана (соответственно три и два фильма); вклад всех троих также представлен в списке претендентов на премию от Гонконга
На конец 2015 года, ни одна кинокартина, официально заявленная от КНР (включая Гонконг), пока не стала победителем номинации; единственным достигшим этого фильмом китайского региона стал заявленный от Китайской Республики «Крадущийся тигр, затаившийся дракон» (2000), снятый тайваньским режиссёром Энгом Ли при участии кинематографистов Тайваня, КНР, Гонконга и США.

## Список фильмов
| Год фильма (церемония) | Русское название                                 | Китайское название (транскрипция)              | Языки                          | Название в заявке на номинацию      | Режиссёры            | Результат      |
| ---------------------- | ------------------------------------------------ | ---------------------------------------------- | ------------------------------ | ----------------------------------- | -------------------- | -------------- |
| 1979 (52-я)            |                                                  | 阿凡提 (Āfántí)                                | путунхуа                       | Effendi                             | Лан Сяо              | Не номинирован |
| 1983 (56-я)            | Истории южного Пекина                            | 城南旧事 (Chéngnán jiùshì)                     | путунхуа                       | My Memories of Old Beijing          | У Игун               | Не номинирован |
| 1984 (57-я)            | Жизнь                                            | 人生 (Rénshēng)                                | путунхуа                       | Life                                | У Тяньмин            | Не номинирован |
| 1986 (59-я)            | Сунь Чжуншань                                    | 七小福 (Sūn Zhōngshān)                         | путунхуа                       | Sun Zhongshan                       | Дин Иньнань          | Не номинирован |
| 1987 (60-я)            | Поселок Фужун                                    | 芙蓉镇 (Fúróng zhèn)                           | путунхуа                       | Hibiscus Town                       | Се Цзинь             | Не номинирован |
| 1988 (61-я)            | Красный гаолян                                   | 红高粱 (Hóng gāoliang)                         | путунхуа                       | Red Sorghum                         | Чжан Имоу            | Не номинирован |
| 1989 (62-я)            |                                                  | 开国大典 (Kāiguó dàdiǎn)                       | путунхуа                       | The Birth of New China              | Ли Цянькуань         | Не номинирован |
| 1990 (63-я)            | Цзюй Доу                                         | 菊豆 (Jú Dòu)                                  | путунхуа                       | Ju Dou                              | Чжан Имоу, Ян Фэнлян | Номинирован    |
| 1991 (64-я)            |                                                  | 过年 (Guò nián)                                | путунхуа                       | The Spring Festival                 | Хуан Цзяньчжун       | Не номинирован |
| 1992 (65-я)            | Цю Цзюй обращается в суд                         | 秋菊打官司 (Qiū Jú dǎ guān sī)                 | путунхуа                       | The Story of Qiu Ju                 | Чжан Имоу            | Не номинирован |
| 1993 (66-я)            |                                                  | 凤凰琴 (Fènghuáng qín)                         | путунхуа                       | Country Teachers                    | Хэ Цюнь              | Не номинирован |
| 1995 (68-я)            |                                                  | 红樱桃 (Hóng yīng táo)                         | путунхуа, русский, немецкий    | Red Cherry                          | Е Даин               | Не номинирован |
| 1998 (71-я)            | Чингисхан                                        | 一代天骄成吉思汗 (Yīdài tiānjiāo Chéngjísīhán) | путунхуа, монгольский          | Made in Hong Kong                   | Сай Фу Май Лисы      | Не номинирован |
| 1999 (72-я)            | Печаль над Желтой рекой / Любовные скорби Хуанхэ | 黄河绝恋 (Huánghé juéliàn)                     | путунхуа                       | Lover's Grief over the Yellow River | Фэн Сяонин           | Не номинирован |
| 2000 (73-я)            |                                                  | 漂亮妈妈 (Piàoliang māmā)                      | путунхуа                       | Breaking the Silence                | Сунь Чжоу            | Не номинирован |
| 2002 (75-я)            | Герой                                            | 英雄 (Yīngxióng)                               | путунхуа                       | The Touch                           | Чжан Имоу            | Номинирован    |
| 2003 (76-я)            | Воины неба и земли                               | 天地英雄 (Tiāndì yīngxíong)                    | путунхуа                       | Warriors of Heaven and Earth        | Хэ Пин               | Не номинирован |
| 2004 (77-я)            | Дом летающих кинжалов                            | 十面埋伏 (Shí miàn mái fú)                     | путунхуа                       | House of Flying Daggers             | Чжан Имоу            | Не номинирован |
| 2005 (78-я)            | Клятва                                           | 无极 (Wú jí)                                   | путунхуа                       | The Promise                         | Чэнь Кайгэ           | Не номинирован |
| 2006 (79-я)            | Проклятие золотого цветка                        | 滿城盡帶黃金甲 (Mǎnchéng jìndài huángjīnjiǎ)   | путунхуа                       | Curse of the Golden Flower          | Чжан Имоу            | Не номинирован |
| 2007 (80-я)            |                                                  | 云水谣 (Yún shǔi yáo)                          | путунхуа                       | The Knot                            | Инь Ли               | Не номинирован |
| 2008 (81-я)            | Ткач мечты                                       | 筑梦2008 (Zhù mèng 2008)                       | путунхуа                       | Dream Weavers: Beijing 2008         | Юй Гунь              | Не номинирован |
| 2009 (82-я)            | Мэй Ланьфан                                      | 梅兰芳 (Méi Lánfāng)                           | путунхуа                       | Forever Enthralled                  | Чэнь Кайгэ           | Не номинирован |
| 2010 (83-я)            | Землетрясение                                    | 唐山大地震 (Seoi3 jyut6 san4 tau1)             | путунхуа                       | Aftershock                          | Фэн Сяоган           | Не номинирован |
| 2011 (84-я)            | Цветы войны                                      | 金陵十三釵 (Jīnlíng shísān chāi)               | путунхуа, японский, английский | The Flowers of War                  | Чжан Имоу            | Не номинирован |
| 2012 (85-я)            | Пойманные в сеть                                 | 搜索 (Sōusuǒ)                                  | путунхуа                       | Caught in the Web                   | Чэнь Кайгэ           | Не номинирован |
| 2013 (86-я)            | Вспоминая 1942                                   | 一九四二 (Yī jǐu sì èr)                        | путунхуа, японский, английский | Back to 1942                        | Фэн Сяоган           | Не номинирован |
| 2014 (87-я)            | Соловей                                          | 夜莺 (Yè yīng)                                 | путунхуа                       | The Nightingale                     | Филипп Мюиль         | Не номинирован |
| 2015 (88-я)            | Убирайся немедленно, господин Опухоль!           | 滚蛋吧！肿瘤君 (Gǔndàn ba! Zhǒngliú jūn)       | путунхуа                       | Go Away Mr. Tumor                   | Хань Янь             | Не номинирован |
| 2016 (89-я)            | Сюань Цзан                                       | 大唐玄奘 (Dà Táng Xuánzàng)                    | путунхуа                       | Xuanzang                            | Хо Цзяньци           | Не номинирован |
| 2017 (90-я)            | Война волков 2                                   | 战狼2 (Zhàn Láng 2)                            | путунхуа, английский           | Wolf Warrior 2                      | Джеки Ву             | Не номинирован |
| 2018 (91-я)            | Скрытый человек                                  | 邪不压正 (Xie bu ya zheng)                     | путунхуа                       | Hidden Man                          | Цзян Вэнь            | Не номинирован |
| 2019 (92-я)            | Нэчжа                                            |                                                | путунхуа                       | Ne Zha                              |                      | Не номинирован |
| 2020 (93-я)            | Балерина                                         |                                                | путунхуа                       | Leap                                |                      | Не номинирован |
| 2021 (94-я)            | Над обрывом                                      |                                                | путунхуа                       | Cliff Walkers                       |                      | Не номинирован |
| 2022 (95-я)            | Хороший вид                                      |                                                | путунхуа                       | Nice View                           |                      | Не номинирован |
| 2023 (96-я)            | Блуждающая Земля 2                               |                                                | путунхуа                       | The Wandering Earth 2               |                      | ожидается      |